# Temperatura rekrystalizacji
Temperatura rekrystalizacji – temperatura, w której dany metal odkształcony plastycznie na zimno całkowicie ulegnie rekrystalizacji po wyżarzaniu trwającym jedną godzinę. 
Temperatura ta jest charakterystyczna dla danego metalu lub stopu i zależy głównie od dwóch czynników: 
- od stopnia odkształcenia plastycznego, tj. im wyższy był jego stopień, tym niższa będzie temperatura rekrystalizacji
- od składu chemicznego materiału.

Temperatura rekrystalizacji dla stopów jest wyższa niż dla metali technicznie czystych i w niektórych przypadkach dochodzi do 0,8 Ttopn. Natomiast dla metali o wysokiej czystości temperatura rekrystalizacji jest bardzo niska i wynosi 0,1 – 0,2 Ttopn. Wartości te są słuszne w przypadku dużych stopni odkształcenia plastycznego, natomiast dla małych odkształceń plastycznych mogą być znacznie wyższe. Procesowi rekrystalizacji towarzyszą znaczne zmiany własności mechanicznych odkształconego metalu. W wyniku wyżarzania rekrystalizującego twardość i wytrzymałość maleją, osiągając wartości właściwe dla materiału przed odkształceniem plastycznym. Jednocześnie rekrystalizacja przywraca w pełni własności plastyczne metalu.